# ジョルジュ・ブラック

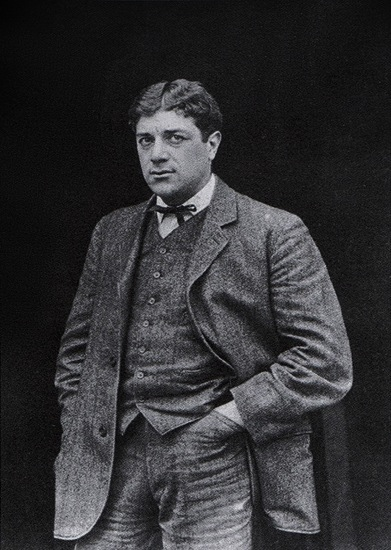
ジョルジュ・ブラック

ジョルジュ・ブラック（Georges Braque, 1882年5月13日 - 1963年8月31日）は、フランスの画家である。パブロ・ピカソと共にキュビスムの創始者のひとり。ピカソよりも画家としてのキャリアでは劣ったが、絵画における発明の才はピカソも一目を置いた。第一次世界大戦を挟んで画風は一変するが、生涯に渡って絵を書き続けた画家である。

## 生涯
セーヌ川沿いの町アルジャントゥイユで生まれル・アーヴルで育った。少年時代は家業のペンキ屋・装飾画家の見習いをしながら、1897年頃から1899年までル・アーヴルのエコール・デ・ボザールで夜に絵を学んだ。
1900年にパリに出て、モンマルトル界隈のトロワ・フレール通りやルピック通り周辺に居住した。兵役についた後の1902年（22歳）から美術学校に通う。初期の頃はアンリ・マティスの影響を受け、野獣派に近い作品を制作していた。1903年、美術アカデミーに入り、1904年まで、そこで絵を描いた。この時期、マリー・ローランサンやフランシス・ピカビアと知り合っている。
1907年、サロン・ドートンヌでセザンヌの記念回顧展を訪れ、また同じ年の11月には詩人ギヨーム・アポリネールと共にピカソのアトリエを訪れ『アヴィニョンの娘たち』を見たことで衝撃を受ける。偶然ではあるが、ブラックはセザンヌとピカソの絵画にほぼ同時に影響を受けることとなった。以降しばらくの間、レスタックとパリを往復しながら絵画制作に取り組んだ。
1908年、セザンヌ的な風景画をブラックは数点残した。しかし、セザンヌに影響されたとは言えその作品はセザンヌとはまったく異なるものである。後にマティスに「小さなキューブ」と評される『レスタックの家々』や、ブラック最初のキュビスム的作品と言われる『家と木』（Maisons et arbre）もこの年に製作された。この時期の絵画（風景画）で非常に興味深いのは、セザンヌ的な構図ながらキュビスム的である、ということである。『家と木』を例にとれば、セザンヌの風景画のように遠近のダイナミズムの強調のためか手前に木を配しているが、家自体は単純な立方体（キューブ）で表現されているのである。ピカソがアフリカ芸術への取り組みからキュビスムへ発展したと言われているのに対し、ブラックはセザンヌへの取り組みからキュビスムへ発展したのである。これは後にキュビスム絵画を展開するにあたって大きな意味を持つこととなり、留意すべき点である。そして1909年の冬から春にかけて、ピカソとブラックは初めての共同作業を始めることになる。
1909年、ブラックはパリで2点の作品をサロンへ出品した。このとき初めてキュビスム的絵画が大衆へ曝されることとなり、大きな噂となる。実はブラックやピカソの絵は、これよりも少し前から公の場にはあまり出ていなかった。なぜなら、ドイツ人画商ダニエル＝ヘンリー・カーンワイラーが彼らの作品をコントロールしていたからである。彼は急進的な画家をいち早く抱えこみ、彼らの作品を自身の画廊に展示していた。サロンへの出品を止めるよう諭しながら、安定的な報酬を画家たちに約束したのである。そのためブラックやピカソらをギャラリー・キュビスト、その他の追従的なキュビストたち（ロベール・ドローネー、アルベール・グレーズ、フェルナン・レジェ、ジャン・メッツァンジェ、アンリ・ル・フォーコニエら）をサロン・キュビストと区別する場合もある。前衛芸術を擁護した詩人アポリネールがその垣根を越えたキュビスト同士の交流を促進させたため、その後キュビスムという芸術が広く認知されるようになっていった。それまで遠近法を用いたアカデミックな芸術に慣れ親しんでいた大衆たちは、突然の新しい芸術に熱狂した。しかし、それが必ずしも歓迎されたわけではなく、レジェやドローネーらがサロンへ出品して世間の関心を集めて大騒ぎされてしまうと、それが影響してかブラックやピカソはますます秘密主義になっていってしまったのである。だが彼らサロン・キュビストたちのお陰でキュビスムが（良い意味でも悪い意味でも）名声を得ていったことは指摘しておかなくてはならない。作品をしばらくパリに飾らなかったこの間、カーンワイラーは海外で彼らの作品が展示されるように計らっていた。そのお陰でモスクワやニューヨーク、ミュンヘンなどで彼らの作品が展示された。このことが世界的にキュビスムを知らしめることとなった。
その頃、色彩を抑えたやや難解な分析的なキュビスムの作品が製作されていた。ブラックもピカソも1911年前後、作品に（断片的ではあったが）文字を挿入することがしばしばあった。対象となる静物に新聞を用い、そこから文字を抽出して作品の中に配したのである。明確で現実的な「文字」を挿入・参照することによって、ある意味では難解な作品を抽象画ではなく地に足がついた現実的な具象画であることを主張したとも言えるし、また逆に挿入された現実的要素（断片的な「文字」）が難解さと相まってより抽象画のように見せもした。また1911年から、ブラックは葡萄の房やバイオリンが登場する作品を多数製作した。
それから翌年の1912年頃から、ブラックはカンバスの一部に丁寧に木目を描いたり、絵具に砂を混ぜるなど、後のコラージュやパピエ・コレに通ずる作品を製作した。そして最初のパピエ・コレの作品『果物皿とグラス』を製作する。
戦争（第一次世界大戦）の兆しが強くなってきた1914年の前半は、ブラックはピカソとパリで作品を製作していた。しかし第一次世界大戦が勃発しブラックが出征してしまうと、長らく続いたピカソとの共同作業は途絶えてしまう。もちろん出征から帰国しても、ドイツ人であったカーンワイラーからの援助はまったくなくなってしまった（彼は国外へ逃げて逮捕を免れた）。
しかし1917年、ブラックは製作を再開する。軍属でもあった画商レオンス・ローザンベールと契約（グリスによる紹介）したのである。その後の1919年にブラックはローザンベールの画廊で個展を開いた。ブラックは既に大戦以前のキュビスム絵画とは決別していた。1920年代に入ると、サロンが復活した。その頃からブラックは落ち着いた静物画を多数製作している。 1918年から1942年までの間、特に小型円形テーブルの連作で幾何学的な絵画から色彩豊かなスタイルへ進展していった。楽譜や書籍の挿絵も手がけ、1930〜40年前後は黒や灰色、茶色を主体とした静物画を手がけた。
1963年8月31日、ブラックはパリで死去した。

## 親交のあった画家
- パブロ・ピカソ
- アンリ・マティス
- オトン・フリエス
- マリー・ローランサン
- フランシス・ピカビア
- アンドレ・ドラン
- ファン・グリス
- 平賀亀祐

## 作品
- 『レスタックの風景』1908年　バーゼル美術館蔵
- 『ポルトガル人』1911年　バーゼル美術館蔵
- 『家と木』1907-1908年　リール近代美術館蔵
- 『ラム酒のビン』1918年　長島美術館蔵
- 『果物とナイフ』1935年　長島美術館蔵
- 『裸婦』1925年　大原美術館蔵
- 『マンドリン』1912年　DIC川村記念美術館蔵
- 『水浴する女』1926年　DIC川村記念美術館蔵
- 『梨』1924年　ブリヂストン美術館蔵
- 『果物皿とグラス』1912年　個人蔵
- 『ルーブル美術館天井画』　ルーブル美術館
- 『桃と洋梨と葡萄のある静物』 ボストン美術館

## 著書
- 『昼と夜 ジョルジュ・ブラックの手帖』藤田博史訳　青土社　1993

## 日本で出ている画集
- 『ジォルジュ・ブラック』読売新聞社 1953
- 『ファブリ世界名画集　ジョルジュ・ブラック』大岡信解説 平凡社 1970
- 『現代世界美術全集　ブラック・レジェ』瀬木慎一解説 集英社 1972
- 『世界の名画　ブラックとキュビスム』野間宏,八重樫春樹,高階秀爾著 中央公論社 1973
- 『新潮美術文庫　ブラック』解説: 串田孫一 新潮社 1975
- 『世界美術全集　ブラック・レジェ』近藤芳美,宮島久雄執筆 小学館 1978
- 『Braque』 Raymond Cogniat 解説 山梨俊夫訳　美術出版社　1980
- 『世界版画美術全集 第7巻　マティス・ブラック フランスのエスプリ』岡田隆彦,本江邦夫編著 講談社 1981
- 『現代美術の巨匠 ジョルジュ ブラック』セルジュ・フォーシュロー 佐和瑛子訳 美術出版社, 1990

## 書籍
- ジャン・ポーラン『ブラック 様式と独創』宗左近,柴田道子訳 美術公論社 1980年
- ベルナール・ジュルシェ『ジョルジュ・ブラック 絵画の探求から探求の絵画へ』北山研二訳　未知谷　2009年